# Assassini (Assassin's Creed)
Gli Assassini, conosciuti anche come Ordine degli Assassini, Confraternita degli Assassini o
Credo degli Assassini, sono i membri di un'organizzazione fittizia presente in Assassin's Creed - che combatte una guerra segreta contro i Templari e i suoi predecessori (Setta di Cosmos, Ordine degli Antichi) per tutto il corso della Storia.
L'Ordine fu fondato da Bayek di Siwa ad Alessandria d'Egitto nel 47 a.C.col nome di Occulti. Mentre i Templari si sforzano di soggiogare l'umanità, gli Assassini lottano per garantire la sopravvivenza del libero arbitrio dell'umanità, in quanto è ciò che permette la progressione e la crescita delle individualità. Gli Assassini esistono dall'inizio della vita indipendente dell'uomo dalla Prima Civilizzazione.
Nella storia reale, l'organizzazione segreta degli Assassini trova riscontro nel movimento ismailita-fatimide dei Nizariti e nel suo capo: Ḥasan-i Ṣabbāḥ.

## Storia

### I pre-Assassini
Sebbene l'Ordine non esistesse ancora, c'erano uomini e donne che combattevano per libertà contro organizzazioni segrete che erano sette antecedenti all'Ordine dei Templari.
Nel 465 a.C., Dario e alcuni suoi uomini, combattevano per la libertà contro il re persiano: Serse I. Inoltre, Dario creò la Lama celata, che divenne il simbolo dell'Ordine. Da tale azione, Dario fu considerato uno dei primi precursori della Confraternita degli Assassini.
Durante la guerra del Peloponneso la leggendaria misthios Kassandra liberò la Grecia dall'organizzazione segreta chiamata Setta di Cosmos e collaborò con Dario per sconfiggere l'Ordine degli Antichi in Grecia. Intorno a Kassandra gira una parte della storia degli Assassini, in quanto antenata di Aya e tanti altri assassini e in quanto persona con un'elevatissima percentuale di Sangue Isu,(considerato da tutti gli Dei come la perfetta unione fra umani e Isu) infatti fu lei a salvare il mondo dalla Setta di Cosmos, che nacque in seguito ad un dialogo fra diversi filosofi su cosa dominasse il mondo fra ordine e caos, e a sigillare Atlantide. Kassandra vide tramite una piramide Isu tutto il destino dei Templari e degli Assassini. Ella, dopo essere sopravvissuto migliaia di anni grazie al Bastone ISU e aver sorvegliato tutti i suoi discendenti, consegnò il Bastone a Layla Hassan e morì nel 2018 ad Atlantide.
323 a.C., Iltani utilizzò del veleno per uccidere Alessandro Magno. Nel 210 a.C. in Cina l'imperatore Qin Shi Huang opprimeva il suo popolo, ma alla fine fu ucciso con un colpo di lancia da Wei Yu, diventando, a sua volta, uno dei precursori dell'Ordine.

### Gli Occulti
Nel 48 a.C., il medjay Bayek e sua moglie Aya - al servizio della regina Cleopatra - combatterono contro un'organizzazione segreta: l'Ordine degli Antichi. Bayek e Aya, dopo aver liberato l'Egitto da tale minaccia, si resero conto che l'organizzazione era più estesa di quanto pensassero, così decisero di continuare a combattere per il bene del popolo nell'ombra. I due formano, a loro volta, un'organizzazione: gli Occulti; Aya si trasferì a Roma e vi creò la sede principale per l'Europa - mentre Bayek restò in Egitto per espanderla. Successivamente, Aya cambiò il suo nome in Amunet e con i suoi confratelli assassinò Giulio Cesare nel 44 a.C., ormai diventato burattino dell'Ordine degli Antichi. Amunet cercava di liberare l'Europa dall'Ordine, che ormai aveva preso il controllo dell'intero Impero Romano. Nel frattempo, Bayek cercava di espandere la Confraternita in tutto l'Egitto e riuscì a liberare il Sinai dall'influenza romana. Nel 33 a.C., Amunet tornò in Egitto per assassinare la regina Cleopatra.
Nel 41 d.C. l'Occulto Leonius uccide Caligola con un pugnale.
Nel 259 d.C. l'Occulto Aquilus divenne particolarmente famoso nell'Impero romano per aver assassinato il generale Tito e il senatore Caio. Inoltre, recuperò un antico manufatto della Prima Civilizzazione: l'Ankh.

### La nascita dell'Ordine degli Assassini

#### Masyaf
Nel 1050, l'Occulto Hassan-i Sabbah costruì una fortezza nel Medio Oriente, chiamandola: Alamūt e ribattezzando l'organizzazione come Ordine degli Assassini, rendendola conosciuta al pubblico. Qui l'Ordine venne conosciuto anche a livello internazionale e Alamūt divenne la sede centrale dell'intero Ordine. Gli Assassini continuano a combattere per la libertà del popolo e contro le organizzazioni segrete che hanno come scopo la sottomissione. Tali organizzazioni, durante la Terza Crociata, si riorganizzarono e formano l'Ordine dei Templari - che, oltre a combattere per re Riccardo, avevano lo stesso obbiettivo dei loro predecessori: la sottomissione e il controllo totale sul mondo. Nel 1191, il Mentore Al Mualim voleva ottenere un antico manufatto per sé, così decise di manipolare sia i Templari sia gli Assassini, affinché si uccidessero a vicenda. Ordinò a un suo adepto, Altaïr Ibn La'Ahad, di uccidere nove Templari che erano a conoscenza del suo vero scopo. Dopo che tutti i suoi nemici furono uccisi, Al Mualim prese il manufatto e soggiogò l'intero Ordine ipnotizzandone i membri.
Gli Assassini rimasti liberi dal suo controllo, tra cui Altaïr e Malik, lo affrontarono, e infine Altaïr, dopo un duro combattimento, uccise il suo mentore, liberando l'Ordine.

#### La rivoluzione dell'Ordine
Dopo che Altaïr uccise Al Mualim, divenne il nuovo Mentore e rivoluzionò completamente l'Ordine.
Studiò minuziosamente la Mela dell'Eden, creò dei potenziamenti per la Lama Celata, introdusse nuovi metodi di assassinio ed espanse la Confraternita in tutto il mondo. Per tali azioni, Altaïr scrisse un codice per tramandarlo ai posteri e venne riconosciuto come il più grande Mentore dell'Ordine. Nello stesso tempo, Altaïr liberò l'isola di Cipro dal controllo dei Templari e fermò l'avanzata mongola aiutando i suoi confratelli asiatici ad assassinare Genghis Khan. Questo fu uno dei periodi d'oro dell'Ordine.

#### Il decadimento
Nel 1228, all'interno dell'Ordine si crearono delle diatribe che divisero l'Ordine in due fazioni: una guidata da Altaïr e l'altra da Abbas Sofian. Quest'ultimo, da sempre rivale di Altaïr, era invidioso del potere del suo mentore e lo accusava - ingiustamente - di volere la Mela solo per sé. Abbas aveva preso il controllo del ramo levantino dell'Ordine e costrinse alla fuga Altaïr e Darim, figlio di Altaïr. Per oltre vent'anni, Altaïr rimase ad Alamūt a studiare la Mela, abbandonandola soltanto in seguito alla decisione di continuare personalmente la diffusione del Credo nei territori medio-orientali del pianeta, in un piccolo tentativo di ricostruire la Confraternita distrutta da Abbas. Errò in numerose città, fondando piccole gilde di Assassini e continuando le sue analisi sul manufatto, che alla fine padroneggiò quasi completamente. Nel 1247 Altaïr decise di tornare a Masyaf per riprendere il comando perché gli Assassini, invece di proteggere il popolo, avevano iniziato ad abusarne, permettendo ai briganti di scorrazzare nel loro territorio.
Dopo aver ucciso Abbas, Altaïr riprese il controllo dell'Ordine.

#### La fine di Masyaf
Nel 1257, a Masyaf arrivarono Niccolò e Matteo Polo, i quali fecero amicizia con Altaïr, che li introdusse nell'Ordine.
L'invasione mongola era ricominciata e minacciava Masyaf, così Altaïr decise di affidare il suo codice ai fratelli Polo e ordinò a tutti gli Assassini di abbandonare Masyaf per recarsi in altri posti e creare nuove gilde. Quando Masyaf fu vuota, Altaïr si rinchiuse nella sua biblioteca con la Mela dell'Eden, dove trascorse i suoi ultimi momenti di vita.

### Rinascimento

#### La morte di Jacques de Molay
Quando Masyaf fu abbandonata, tutti gli Assassini si recarono in diverse parti d'Europa, creando nuove gilde e avendo, come base centrale, tutta l'Europa. Contemporaneamente, anche i Templari si riorganizzarono in Europa e, per diversi secoli, Assassini e Templari fecero dell'Europa il loro campo di battaglia.
Nel 1314, l'Assassino francese Thomas de Carneillon, con le sue azioni, riuscì a far sciogliere - a livello pubblico - l'Ordine dei Templari (che, storicamente, fu dissolto pubblicamente nel medesimo anno, in quanto il Gran Maestro Jacque de Molay andò al rogo). Sebbene i Templari continuassero a esistere, il fatto di non essere più riconosciuti a livello pubblico costituì, per loro, un grande problema e cominciò il loro declino - che continuò sempre per mano di Thomas. Costui, dopo essere diventato Mentore, fece in modo di diminuire l'influenza Templare in Europa.
Allo stesso tempo recuperò un antico manufatto, ovvero la Spada dell'Eden.

#### Lo Scettro di Aset e l'Ankh
In Egitto, la Confraternita degli Assassini era entrata in possesso di un altro frutto dell'Eden, lo Scettro di Aset. Il manufatto fu affidato all'Assassino Numa Al'Khamsin, che decise di affidarlo al nuovo sultano mamelucco della dinastia Bahri, che in quel periodo governava l'intero Egitto.
I Templari uccisero il sultano e recuperarono il manufatto, ma Numa lo rintracciò e lo nascose in un luogo misterioso. Tempo dopo, Numa Al'Khamsin e Ali Al-Ghraib recuperarono un nuovo manufatto, l'Ankh - che tuttavia fu sequestrato dai Templari e portato in Germania.

#### La caduta dell'Impero bizantino e l'ascesa dell'Impero ottomano
Gli Assassini turchi attraversarono un periodo oscuro perché i Templari bizantini, guidati da Costantino XI, cominciarono una furente caccia agli Assassini, diminuendone drasticamente il numero.
Nel 1453, la Turchia cadde sotto il controllo degli Ottomani, che una volta instaurato il sultanato, decretarono la fine dell'Impero bizantino. Sotto di loro, gli Assassini trovarono un periodo di pace, progredendo nella loro espansione.

#### Inquisizione spagnola
Nel 1478 venne istituito il tribunale del Sant'Uffizio dell'Inquisizione, comunemente noto come Inquisizione spagnola.
Sebbene le intenzioni dell'inquisizione fosse quella di giustiziare i fanatici e gli eretici, in realtà, il vero scopo era quello di dare la caccia agli Assassini, perché l'Inquisizione era guidata dai Templari. Gli inquisitori cominciarono una caccia senza scrupoli agli Assassini, giustiziandoli nelle piazze e ridussero la Confraternita spagnola a pochissimi membri. Nello stesso tempo, i Templari cercarono di rapire il principe Ahmed di Granada, per costringere suo padre a dar loro la Mela dell'Eden. Il Mentore degli Assassini spagnoli Aguilar e la sua adepta Maria cercarono di impedirne il furto da parte dei Templari. Aguilar e Maria recuperarono la Mela, uccidendo i Templari coinvolti nel rapimento.

#### La Famiglia Auditore
In Italia, i fratelli Polo formarono una nuova gilda di Assassini, diventandone i Mentori. Gli Assassini italiani, successivamente, vennero guidati dalla Famiglia Auditore, una famiglia nobile fiorentina.
Allo stesso tempo, i Templari si riorganizzarono e il comando fu preso dalla famiglia Borgia. Quest'ultima divenne molto potente e, in breve tempo, assunse il pieno controllo dell'intera Europa. Gli Auditore costruirono una base dell'Ordine poco distante da Firenze, chiamandola Monteriggioni - e vi costruirono un santuario con statue commemorative dei più grandi Assassini della storia: Darius, Iltani, Wei Yu, Amunet, Qulan Gal, Leonius e Altaïr.
La famiglia Auditore divenne alleata dei Medici, e collaborò con quest'ultima per estirpare i Templari in Italia. Giovanni Auditore divenne il più fidato servitore di Lorenzo il Magnifico, scoprendo un complotto ai danni della famiglia de' Medici.
Nel 1476, la Famiglia Borgia era intralciata dalle azioni di Giovanni e, perciò, organizzò un piano, riuscendo a far spacciare Giovanni e due suoi figli - Federico e Petruccio (rispettivamente il primogenito e l'ultimogenito) - come traditori, facendoli impiccare.
Tuttavia, due figli di Giovanni, Ezio e Claudia, insieme alla madre, riuscirono a fuggire da Firenze e a recarsi a Monteriggioni. Qui furono accolti da Mario Auditore - fratello di Giovanni - che rivelò a Ezio la verità su suo padre e la guerra tra Assassini e Templari. Mario addestrò per due anni Ezio, rendendolo un Assassino.

#### La vendetta di Ezio Auditore
Ezio, desideroso di vendetta, si mise alla ricerca di tutti i responsabili della morte di suo padre e dei suoi fratelli.
Passò molti anni a braccare tutti i Templari responsabili e salvò Lorenzo de' Medici dalla Congiura dei Pazzi, uccidendone i membri e i loro complici. Dopo aver liberato la Toscana dal giogo dei Pazzi, libera Venezia dalla Famiglia Barbarigo.
Ezio, dopo aver ucciso tutti i responsabili, affronta faccia a faccia il vero leader della cospirazione nonché Gran Maestro dei Templari Rodrigo Borgia. Ezio affronta Rodrigo e riesce a recuperare la Mela dell'Eden, ma Borgia riesce a fuggire. Dopo tale azione, nel 1488, Ezio venne introdotto ufficialmente nell'Ordine e abbandonò la vendetta per preoccuparsi di ampliare l'Ordine in Italia.

#### La guerra contro la famiglia Borgia
Nel Capodanno del 1499, Ezio e Mario si recarono a Roma per uccidere definitivamente Rodrigo e recuperare un altro frutto dell'Eden, lo Scettro papale. Ezio affrontò Rodrigo, ma decise di risparmiarlo.
Successivamente aprì la cripta sotto il Vaticano, incontrando una figura misteriosa che raccontò le origini della Prima Civilizzazione parlando con un certo Desmond.
Nel gennaio del 1500, Ezio e Mario tornarono a Monteriggioni - che, il giorno dopo, venne assediata dai Borgia, guidati dal figlio di Rodrigo, Cesare Borgia. Questi uccide Mario e recupera la Mela dell'Eden. Ezio si reca a Roma, dove, grazie all'aiuto di Niccolò Machiavelli, decide di ampliare la Confraternita in città - gruppo che ormai è, a causa dell'influenza dei Borgia, quasi defunto.
Sebbene Rodrigo fosse ancora il Gran Maestro, non esercitava più i lavori di tale rango e lasciava tutto il lavoro al figlio, che ormai era diventato il nuovo Gran Maestro dei Templari.
Cesare era più spietato di suo padre, aveva il controllo di tutta l'Europa e voleva unificare l'Italia sotto un regime ecclesiastico di violenza e terrore.
L'Europa era sotto il giogo templare della famiglia dei Borgia - il che faceva di Roma la loro base centrale. Ezio aiutò il popolo romano, reclutando nuovi adepti e mandandoli in diverse zone d'Europa affinché aiutassero gli assassini locali ad aumentare la loro influenza.
Tra il 1500 e il 1503, Ezio distrugge tutte le armi di Cesare, uccide tutti i suoi complici e aumenta l'influenza degli Assassini in Europa. Inoltre, inviò alcuni di essi in America, affinché creassero una confraternita anche lì. Nel 1503, Ezio venne nominato Mentore.
Nel medesimo anno, i Borgia avevano perso molto potere ed Ezio decise di dare l'attacco finale a Cesare, recuperando la Mela dell'Eden; Cesare venne ufficialmente arrestato e il potere della famiglia Borgia ebbe fine. Tuttavia, Ezio sapeva che, fintantoché Cesare era vivo, l'influenza dei Borgia non sarebbe terminata; infatti Cesare evase di prigione e fuggì in Spagna per ricreare il suo esercito. Con l'aiuto del cognato, Cesare assediò Viana nel 1506.
Durante la battaglia, fu raggiunto da Ezio - che era riuscito a rintracciarlo. Dopo un duro combattimento, Ezio uccise Cesare. Con tale azione, gli Assassini italiani divennero il ramo dell'Ordine più potente dell'epoca ed Ezio divenne una leggenda all'interno dell'Ordine, poiché i racconti delle sue gesta giunsero in ogni parte del mondo allora conosciuto. Dopo aver sconfitto i Borgia, Ezio nascose la Mela dell'Eden sotto il Colosseo, in un'antica Cripta.

#### La Biblioteca di Masyaf
Nel 1510, Ezio recuperò una lettera scritta da suo padre l'anno prima che nascesse, in cui si riferiva alla biblioteca di Altaïr ed alla sua saggezza. Nel 1511, si recò a Masyaf. Ivi scoprì che la città è sotto il controllo dei Templari - che si nascondevano dietro ai Bizantini. Ezio uccise il capo dell'armata e recuperò il libro di Marco Polo, informandosi circa il blocco della biblioteca - chiusa da cinque chiavi nascoste a Costantinopoli.
Dopo essersi recato in tale città, si mise in contatto con il leader degli assassini locali, Yusuf Tazim, che lo aiutò ad aumentare l'influenza del loro ordine in città ed a sconfiggere i Templari Bizantini.
Ezio scoprì che il Gran Maestro dei Templari è il principe Ahmet, erede del trono Ottomano, ed è intenzionato ad aprire la biblioteca. Allo stesso tempo, trovò quattro chiavi di Masyaf e sconfisse Ahmet ed i Bizantini.
Ezio aprì la biblioteca, trovando i resti di Altaïr e l'ultima chiave di Masyaf. Qui, Ezio abbandonò la vita da assassino parlando con Desmond, attraverso il Nexus creato dalla mela.
Tornato in Italia, Ezio nominò suo successore Ludovico Ariosto e decise di cominciare una nuova vita in pace con sua moglie, Sofia Sartor.

#### La caduta degli Assassini Cinesi
In Cina, la situazione era molto critica: la morte dell'imperatore Zhengde, avvenuta nel 1521, creò una situazione di stallo nei vari reparti di amministrazione dell'Impero, i quali erano alla costante ricerca di un erede.
I Templari fecero salire al trono uno di loro, avviando un vero e proprio genocidio degli Assassini cinesi, annientando completamente l'Ordine. Gli unici due superstiti furono il Mentore Wang Yangming e la sua allieva Shao Jun. I due erano in possesso di un frutto dell'Eden, la Scatola dei Precursori e decisero di fuggire verso l'Italia per chiedere aiuto a Ezio Auditore su come riformare il loro Ordine.
Riuscirono ad arrivare a Venezia, nel 1524, ma Wang fu catturato e ucciso dai templari cinesi. Shao riuscì ad arrivare a casa di Ezio, chiedendogli il suo aiuto. Dopo aver ucciso tutti i loro inseguitori, Ezio gli spiegò che, per riformare il suo Ordine, doveva aiutare il suo popolo, facendogli capire che non erano stati abbandonati.

#### La vendetta di Shao Jun
Shao Jun tornò in Cina nel 1526, e avviò la sua vendetta, cercando di ricostruire il suo Ordine.
Diede la caccia ai Templari più potenti dell'Impero - chiamati con lo pseudonimo comune "le Tigri". Shao assassinò tutti i suoi bersagli e riuscì a uccidere l'imperatore Jiajing.
Con tale azione, ricostruì la Confraternita cinese, contribuendo a renderla più forte di quanto non fosse mai stata prima; estese i suoi seguaci tra i giovani criminali e briganti, ma anche tra facoltosi studiosi e funzionari dell'Impero, venendo nominata Mentore. Inoltre, Shao Jun inventò una nuova arma, il Dardo da corda.

### America coloniale del XVI secolo

#### Espansione dell'ordine in America
Nel 1503, Ezio inviò alcuni suoi adepti in America per espandere la Confraternita; essi si recano nel Mar dei Caraibi, creando la loro base centrale a Tulum, nell'attuale Messico. Con gli anni, gli Assassini reclutarono le tribù locali maya.

#### Età d'oro della Pirateria
Durante l'età d'oro della Pirateria - che va dal 1650 al 1730 - gli Assassini, ormai, si erano estesi in tutto il Mar dei Caraibi e nelle zone dell'attuale Messico, allo stesso tempo anche i Templari si espansero nei Caraibi, facendo dell'Avana la loro base principale e il governatore Laureano Torres divenne il loro Gran Maestro.
Nel 1715, Edward James Kenway si recò nei Caraibi in cerca di fortuna. Divenne un pirata e in seguito a uno scontro navale naufragò su un'isola insieme a Duncan Walpole, membro della confraternita inglese degli assassini, che aveva intenzione di tradire la confraternita e di recarsi a l'Avana dopo aver documentato fondamentali informazioni per i templari riguardanti il ramo caraibico della confraternita. Edward eliminò Duncan dopo uno scontro e si sostituì a quest'ultimo per riscuotere la ricompensa promessa dai templari al suo posto.
Giunse a l'Avana sotto l'identità di Duncan e qui scoprì che i templari di Torres erano alla ricerca di un luogo chiamato Osservatorio nel quale era presente una tecnologia Isu che consente di controllare gli spostamenti di ogni uomo sul pianeta e che l'unico a conoscerne la posizione e a potervi accedere è un uomo chiamato il saggio che i templari hanno già catturato. Edward vedendo nell'Osservatorio una fonte di guadagno maggiore di quanto gli fu pattuito dai templari decise di liberare il saggio e di mettersi alla ricerca del luogo. Il saggio tuttavia era già scappato e i templari scoprirono la vera identità di Kenway catturandolo e inviandolo ai templari inglesi. Durante il viaggio, sfruttando una tempesta, aiutato dal prigioniero africano Adéwalé, prese il controllo di un vascello che poi chiamò Jeckdaw e ne divenne capitano. Dopo varie peripezie Edward Kenway divenne uno dei pirati più noti delle indie occidentali alleandosi con vari suoi "colleghi" e fondando a Nassau un nascondiglio per i suoi alleati ma non rinunciò mai alla ricerca dell'Osservatorio, questo lo portò inevitabilmente a rincontrare il saggio che gli si presentò come Bartholomew Roberts. Con lui strinse un patto che venne tradito da quest'ultimo il quale consegnò Kenway alle autorità inglesi.
Nel 1721, Edward venne liberato dalla prigionia dopo mesi da Ah Tabai, mentore degli assassini caraibici e dopo aver perso i suoi amici, si unì agli assassini seguendo l'esempio dell'amico Adéwalé e perseguendo da quel momento una causa più onorevole delle ricchezze. Uccise Roberts e Laureano Torres e consegnò l'artefatto dell'osservatorio agli Assassini.
Dopo aver appreso della morte della moglie da una lettera lasciò i Caraibi e tornò in Inghilterra per prendersi cura della figlia Jennifer. A Londra dal nuovo matrimonio nacque il suo secondogenito Haytham Kenway. Edward continuò qui la sua attività di assassino attirando la furia dei templari europei, sotto il gran maestro Reginald Birch, che uccisero Edward e rapirono Jennifer. Haytham che in seguito venne addestrato dal gran maestro templare e divenne un importante membro del loro ordine.

#### Nord America
Gli Assassini decisero di espandere l'Ordine anche nelle colonie britanniche, così mandarono l'Assassino John de la Tour a creare un nuovo ramo in tale zona.

#### La caduta dell'Ordine degli Assassini in America
Nel 1756, l'Assassino Shay Patrick Cormac, deluso dalle aspettative degli Assassini, li tradì e si unì ai Templari, cominciando una caccia contro gli Assassini in tutta l'America coloniale, uccidendoli tutti e distruggendo completamente l'Ordine.
I Templari assunsero completamente il controllo dell'America coloniale per anni grazie a Shay, che chiese al Gran Maestro Haytham di risparmiare il mentore Achile Davenport, perché dissuadesse i membri della Confraternita dal cercare e studiare i manufatti ISU.

#### Rivoluzione americana
Quando, nel 19 aprile 1775, scoppiò la Rivoluzione americana, un giovane nativo americano appartenente alla tribù dei Mohak, si unì agli Assassini, venendo addestrato da Achille. Costui vide nel ragazzo il suo modo per espiare i suoi errori.
Il ragazzo si chiamava Ratonhnhaké:ton, ma avendo un nome troppo difficile da pronunciare assunse il nome di Connor. Quest'ultimo era anche il figlio del Gran Maestro Templare del Nord America.
Le azioni di Connor divennero molto importanti durante la rivoluzione; decise di appoggiare l'esercito continentale - guidato da George Washington - e partecipò alle battaglie più importanti, dando la vittoria all'esercito alleato. Allo stesso tempo, scoprì che i Templari appoggiavano gli Inglesi e molti ufficiali britannici erano, per l'appunto, Templari. Connor, oltre ad aiutare Washington, uccise tutti i Templari che appoggiavano i britannici e allora cominciò a reclutare nuovi adepti, facendo rinascere l'Ordine degli Assassini nel Nord America. A un certo punto, Connor e suo padre Haytham Kenway provarono ad aiutarsi a vicenda per cercare di creare una pace tra le due fazioni, ma il piano non riuscì e Connor affrontò suo padre in un duello, riuscendo a ucciderlo.
Alla fine della Rivoluzione americana, nel 1783, George Washington divenne il primo presidente degli Stati Uniti d'America e Connor riuscì a sconfiggere completamente i Templari, facendo espandere gli Assassini. Connor divenne il leader del ramo coloniale e continuò a espandere l'Ordine.

#### Rivoluzione haitiana
Il 21 agosto del 1721, nell'isola di Haiti, scoppiò la Rivoluzione haitiana, affinché la schiavitù fosse abolita. Il leader degli Assassini haitiani Eseosa cominciò a combattere per abolire la schiavitù. Tuttavia, i Templari, che appoggiavano i grandi proprietari terrieri - i quali erano, a loro volta, favorevoli allo schiavismo - cominciarono a prevalere e a dimezzare gli Assassini haitiani. Gli Assassini vennero completamente annientati pubblicamente e la rivoluzione cominciò a essere in vantaggio dei proprietari terrieri.
Nel 1804, Eseosa, disperato, contattò Connor affinché lo addestrasse a ricreare il suo Ordine e a gestire la rivoluzione. Connor accettò e, grazie ai suoi insegnamenti, Eseosa riuscì a tornare in patria e a far vincere la Rivoluzione haitiana agli Assassini e al popolo.

### Dal 1700 al 1900
Durante la Rivoluzione francese, l'Assassino Charles Dorian viene assassinato da Shay Patrick Cormac, che non si limitò a quanto costruito in America. Arno Victor Dorian era il figlio dell'Assassino Charles Dorian; dopo la morte di quest'ultimo per mano di Shay, viene adottato dalla famiglia templare de la Serre. Anni dopo, il Gran Maestro Templare, il Messier de la Serre - padre dell'amante Élise e suo genitore adottivo- viene ucciso, e Arno, accusato del suo omicidio, viene rinchiuso nella Bastiglia. Assieme all'Assassino Pierre Bellec, che lo aiuta a fuggire (essendo la Bastiglia attaccata dall'esterno), si unisce alla Confraternita inizialmente mal volentieri, con l'unico scopo di onorare la memoria di suo padre e vendicare il padre di Élise - che non aveva realmente ucciso.
Col tempo, Arno uccide i cospiratori templari fino a imbattersi nell'argentiere François Thomàs Germain. Questi era un Saggio: uomo astuto e incredibilmente intelligente, nonché discendente da Adamo e Eva.
Bellec aveva avvelenato il mentore Mirabeau, perché voleva riappacificare Assassini e Templari. Arno fu costretto a ucciderlo. Più tardi, Arno ed Élise scoprirono che Germain era un Templare che ora si rifugiava nel tempio dentro il quale, secoli prima, era stato bruciato al rogo il Gran Maestro Jaques de Molay. Arno viene esiliato dalla Confraternita per aver ucciso i suoi bersagli senza l’autorizzazione dei suoi Mentori, con lo scopo di vendicare De la Serre.
Più tardi, con Élise, dopo aver fatto arrestare Maximilien de Robespierre, collaboratore dei Templari, si recano al Tempio dove scoprono che Germain è in possesso della Spada dell'Eden (altro frutto dell'Eden, risalente alla Prima Civilizzazione), che risultò fatale a Élise. Arno attraversò la gola di Germain con la lama celata e ha una lunga conversazione surreale con lui, che lo aiuta a comprendere il Credo degli Assassini e le frasi incise all'interno dello stesso dai suoi antenati - il tutto mentre seppellisce Élise in un cimitero.

#### Epoca Vittoriana
Nel 1868, i gemelli Assassini inglesi: Jacob ed Eve Fry si recano a Londra - dopo aver ucciso due Agenti Templari, Rupert Ferris, proprietario dell'Iron Ferris Factory e sir David Brusters, uno scienziato inglese che i Templari ricattavano. Quest'ultimo dice a Eve che devono recarsi a Londra per salvare la situazione.
Giuntivi, i gemelli Fry vedono una Londra affascinante e prosperante, ma anche sofferente - in quanto bambini, donne e uomini, sono rinchiusi a lavorare senza sosta nelle fabbriche e in particolare i bambini sono ridotti a scheletri nell'inferno delle miniere di carbone per essere ripagati con meno di mezzo pound, mentre i proprietari d'industria banchettano (il tutto nella piena illegalità dei diritti umani); una banda: i Blighters, terrorizza i quartieri di Londra, in quanto armati di coltelli, pistole e petardi.
L'Assassino anglo-indiano Henry Green li informa che Crawford Starrick governa un manipolo di Templari che cospirano nell'Ombra contro Londra, per poi soggiogare l'intera umanità grazie alla Sindone, altro manufatto dei Precursori risalente alla Prima Civilizzazione che rende chi la indossa invulnerabile ai danni fisici - tranne che sul collo.
Col tempo, i gemelli Fry scoprono che Starrick e gli altri Templari stanno preparando un attentato a Buckingham Palace, quindi i due raccolgono gli inviti e sventano l'attentato, ma Starrick ha un piano di riserva: prevedendo che i Fry sarebbero venuti da lui per ucciderlo, avrebbe indossato la Sindone. Jacob fu il primo a ostacolarlo e a ferirlo, ma le ferite si sanavano subito. Intervenne anche Eve, che invece lo fronteggiò ma non riuscì a ucciderlo. Henry Green lo distrasse con un coltello alla schiena, per poi finire a terra anche lui e i gemelli Fry gli sferrarono il colpo di grazia tagliandogli la gola, liberando Londra dal dominio templare - e svolgendo delle commissioni per la regina Vittoria.
I gemelli Fry si divisero: Jacob restò a Londra per custodire la Sindone, mentre Eve partì per l'India con Henry - in quanto glielo aveva promesso.
Nel 1888, Eve torna a Londra per aiutare Frederick Abberline a uccidere un ex Assassino ora corrotto, Jack, soprannominato "lo Squartatore", che uccideva le prostitute nel quartiere di Whitechapel e che aveva ferito all'occhio anche Jacob. Il terrore si estingue per mano di Eve e dell'investigatore.

#### Impero Sikh
Nell'India del 1841, in piena dominazione britannica, prima delle imprese dei Fry, l'Assassino Arbaaz Mir ferma l'invasione inglese sull'India.
I Templari, che si nascondono dietro le guardie Sinkh, stanno tramando nell'ombra. Ad Amritsar, il "Palazzo d'Estate", è nel caos per i continui attacchi da parte delle truppe britanniche, incompetenza delle guardie locali di sorvegliare il Palazzo del sultano - che, quindi, comporta sbadataggine e incapacità.  Nel cuore del palazzo risiede la principessa Pyara Kaur - l'amante di Arbaaz. Quest'ultimo, il mattino successivo, segue le tracce di sangue del suo mentore e amico d'avventure Hamid, che è stato torturato da William Sleeman e dal suo servo Alexander Burnes. Questo affronterà Arbaaz in un duello, ma verrà risparmiato dal vittorioso Arbaaz, che si recherà nuovamente al Palazzo d'Estate dopo aver visitato un luogo dei Precursori costruito da Giunone prima della fine imminente della Prima Civilizzazione.
Arbaaz fronteggia finalmente Sleeman, che tiene in ostaggio Pyara, perché desidera per sé il famigerato quanto letale diamante Koh-i Noor. Pyara lo ferisce e riesce a salvarsi, mentre la struttura crolla addosso al ferito Sleeman. Arbaaz riesce a recuperare il diamante e a venderlo a un cercatore e collezionista, a cui Arbaaz consiglierà di cederlo al migliore offerente, in quanto non merita di essere chiuso in una cassaforte - ignaro della macabra storia che gravava, da secoli, sul diamante.
Mesi dopo, Arbaaz e Pyara si sposarono e, per il viaggio di nozze, si recarono in Gran Bretagna, dove hanno un figlio che chiamano Henry Mir - soprannominato dagli inglesi Henry Green per i suoi occhi verdi, caratteristica insolita per un indiano.

### Il XX secolo

#### Prima guerra mondiale
Nel 1916, Londra è minacciata, ancora una volta, dalla Germania - a due anni di distanza dall'inizio della prima guerra mondiale.
Una discendente di Jacob e Eve Fry è diventata da poco un'Assassina e lotta contro la Germania uccidendone i soldati, camuffati da soldati britannici - che può riconoscere solo grazie al dono ereditato dai suoi antenati, l'Occhio dell'Aquila.
Elimina le spie tedesche che infestano la Torre di Londra e il London Bridge, fino a quando, mentre prova - vanamente - a trasmettere un segnale agli alleati via radio, interviene il politico, storico, giornalista e agente segreto inglese Winston Churchill, che le offre un aiuto per trionfare sulla Germania -  la quale bombarda costantemente Londra. Lydia Fry cattura diverse spie tedesche che hanno spiato gli Assassini londinesi e sono intenti a svelare segreti a chiunque voglia ascoltarli. Distrugge quattro squadriglie e un dirigibile con una contraerea, continuando a difendere Londra fino al 1918, anno in cui il conflitto termina.

#### Rivoluzione russa
Nel 1918, uno stanco e disilluso Nikolai Orelov sta pianificando in segreto di lasciare la Confraternita degli Assassini e la Russia, per iniziare una nuova vita in America. Tuttavia, decide di accettare un'ultima missione: recuperare l'antica Scatola dei Precursori - che Ezio Auditore da Firenze aveva donato all'Assassina cinese Shao Jun, ma che, poi, quest'ultima aveva perso perché era già stata perquisita dai Templari mentre cercava di fermare Zhang Yong e l'avanzata mongola. Nel corso dei secoli, finì in Russia, nel villaggio di Ekateniburg, a Casa Ipat'ev, dove il popolo russo vuole giustizia e indipendenza e vuole sterminare la famiglia dello Zar (comprese le figlie più piccole). I bolscevichi appoggiano il popolo e vogliono sterminare la famiglia reale, sparando proiettili a sangue freddo. L'intento di Orelov è quello di approfittarsi della rivoluzione per prendere la scatola posseduta dalla famiglia reale per secoli. Essendo totalmente ignaro del fatto che dietro ai bolscevichi si nascondono ancora una volta i Templari, che non esitano a sparare a tutti i membri della famiglia reale, comprese Maria Romanov e Tatiana Romanov (le più piccole).
Orelov trova e salva Anastasia Nikolaevna Romanov, che entra in contatto con un ciondolo attorno al collo di Orelov, indossato come collana. Questo era un altro manufatto risalente alla Prima Civilizzazione, che era appartenuto a Shao Jun dal 1526 alla sua morte.
Proprio in questo modo, Anastasia si crede Shao Jun e inizia ad attaccare i bolscevichi, riuscendo a ucciderli tutti - senza, in realtà, saper neanche impugnare una pistola.
Orelov deve scoprire cos'è successo e per farlo attraversa Kazan' per trovare Lev Toltoj, un amico rivoltosi contro di lui perché voleva vedere la famiglia dello Zar morta, quindi anche Anastasia doveva esserlo. Lo fa imprigionare e Anastasia li libera. Insieme si dirigono a Mosca, dove Orelov assegna la ragazza ai suoi confratelli, in modo tale che questi potessero salvarla da questo oscuro potere. Mentre è seduto, in ansia, a pensare alla ragazza, sente parlare due dei suoi confratelli riguardo alla morte imminente di Anastasia per estrapolare dal suo cervello i ricordi genetici di Shao Jun, che conosceva i veri segreti della scatola - per scoprire, finalmente, il mistero della scatola di Ezio Auditore. Tuttavia, per farlo, dovranno uccidere la ragazza in quanto la considerano un manufatto dei precursori vivente e perché, in ogni caso, non sarebbe sopravvissuta all'operazione. Orelov, ormai affezionatosi ad Anastasia, non può permettere che accada; si reca nel Cremlino di Tsarskaya per interrompere gli esperimenti, anche se questo lo costrinse a tradire gli Assassini.
Anastasia e Orelov vengono inseguiti da un carro armato bolscevico, che riesce a far esplodere colpendo la polvere da sparo con il suo fucile da cecchino, SVD Dragunov.
Lui e la sua famiglia sono al sicuro, in quanto la minaccia bolscevica -  e quindi templare - è stata annientata, ma Anastasia è ancora in pericolo, perciò le dona i documenti di sua moglie e si trasferisce in Germania, salutandola per sempre.

#### Seconda guerra mondiale
Durante la seconda guerra mondiale, gli Assassini non hanno agito perché i Templari erano già quasi stati tutti sterminati e la guerra li avrebbe totalmente distrutti.
Nonostante ciò, alcuni scienziati Assassini trovano nell'Animus un glitch dell'Helix generato da una fonte aperta all'interno dell'Animus - da un virus inviato dai dipendenti dell'Abstergo Industries. Arno Victòr Dorian si ritrova, inconsciamente, in un futuro ben prossimo all'epoca in cui era vissuto. Dovette usare nuove tecnologie, in quanto si trovava in una Parigi occupata dai soldati nazisti. Il virus dell'Abstergo aveva mischiato epoche storiche in modo inopportuno: la Tour Eiffel era sovrapposta alla Statua della Libertà - che la Francia aveva già da tempo donato agli Stati Uniti.
Un uomo di nome Clay Kaczmarek, nato negli anni successivi alla seconda guerra mondiale nonché discendente di Kolia (Nikolai Orelov: colui che decenni prima aveva aiutato Anastasia Nikolaevna Romanov a scappare dalla Russia per rifugiarsi in Germania), viene rapito dall'Abstergo - che fa di lui il Soggetto 16 e lo fa diventare pazzo, perché lo lascia troppo nell'Animus, ansiosi di scoprire quanto accaduto ai suoi antenati e gli eventi collegati a lui che ancora ignoravano.
Clay perde completamente la testa, ma prima di suicidarsi, riesce a inserire nell'Animus due filmati-video frammentati e posizionati in varie zone della memoria genetica di Ezio Auditore. Nel tempo che gli rimane da vivere, traccia con il suo sangue dei glifi che Desmond Miles incontrerà durante il primo periodo della sua convivenza con gli Assassini Shaun, Rebecca e Lucy.

#### Le vicende di Daniel Cross
Daniel Cross è stato uno scienziato Abstergo fin dal principio. Fu lui a ordinare a Lucy (una sua ex dipendente) di rapire Desmond Miles per fare di lui il Soggetto 17 e fargli conoscere la macchina genetica chiamata Animus, che permette di rivivere i ricordi del proprio passato tramite gli occhi e la mente degli antenati, posizionando il soggetto all'interno di esso.
Cross era, in realtà, un agente Templare che aveva corrotto l'intera Abstergo, dimostrando agli Assassini che i Templari non erano estintisi con il secondo conflitto mondiale. Invia un messaggio agli scienziati Assassini Rebecca e Shaun, mentre tiene in ostaggio il Soggetto 16. Shaun localizza la sede di Cross, che si trova in Italia.
L'intento di Cross era recuperare una volta per tutte la Mela dell'Eden, che possedeva Desmond - ma morirà dopo che uno dei suoi uomini, soggiogato da Miles con la mela dell'Eden, gli spara in testa, per poi subire la stessa sorte, contro la sua volontà, e con tutti gli altri i suoi colleghi. Il corpo di Cross non verrà mai più ritrovato dopo che Desmond Miles lascerà la struttura.

#### La grande Purga
Il progetto "Grande Purga" è stato portato avanti dall'Abstergo fin dal 2007. Si tratta di un progetto che vede coinvolte tecnologie futuristiche che oggi sono solo fantascienza.
I dipendenti Abstergo inventarono l'Animus, una macchina che si serve dei ricordi genetici più nascosti della persona che vi si stende all'interno e in grado di ricreare l'ambientazione e l'epoca in cui viveva l'antenato del soggetto. Per ora, l'Abstergo ha raccolto 17 soggetti. Il soggetto 17, Desmond Miles, ha cambiato radicalmente il corso degli eventi, mettendo definitivamente la parola Fine al progetto Abstergo della Grande Purga, ma non all'Abstergo. Miles, infatti, uccise l'inventore del progetto, Daniel Cross, che aveva da poco iniziato a operare in una grande struttura in Italia.
Nel 2012, con la morte di Daniel Cross, anche il progetto Grande Purga terminò. Nonostante ciò, il progetto Animus andò avanti e col tempo gli scienziati Assassini iniziarono a copiare in tutto e per tutto l'Animus, per ostacolare i malvagi piani di conquista mondiale con la forza dell'Abstergo, e quindi dei Templari. Anche Desmond Miles morì nello stesso anno, sacrificandosi creando un cataclisma che impedisse l'imminente distruzione del mondo prevista dai Maya, col supporto di Giunone.
L'Animus fu, infatti, utilizzato - in seguito - da Layla Hassan, che rivisse i ricordi di Bayek di Siwa e Amunet e di Kassandra e Alexsios - rispettivamente nel 2017 e nel 2018.
Nonostante Layla avesse utilizzato l'Animus per rivivere i ricordi dei suoi antenati, non divenne l'ennesima cavia dell'Abstergo (il Soggetto 18), bensì la "cavia" di un progetto benigno, il progetto Phonix - iniziato da Daniel Cross come alternativa al progetto Grande Purga, in caso fosse fallito.
Gli scienziati Assassini recuperarono i dati documentati del progetto Phonix e ne presero possesso, evolvendolo in qualcosa di più grande con uno scopo dedito a ciò che avevano iniziato millenni fa: la pace, la giustizia e il libero arbitrio.

### Età contemporanea

#### Il rapimento di Desmond Miles
Desmond Miles ha passato la sua intera vita in campagna, iniziando a lavorare come barista e fu rapito quando aveva una ventina d'anni da Lucy, una dipendente di una società chiamata "Abstergo", il cui capo era Daniel Cross. Desmond venne rapito perché l'Abstergo sospettava che fosse un discendente dei loro peggiori nemici, gli Assassini.
L'Abstergo inventato l'Animus, una macchina che permette di rivivere i ricordi dei propri antenati se ci si stende all'interno. Proprio tramite i ricordi di Desmond, l'Abstergo voleva scorpire di più sull'Ordine degli Assassini, a cominciare dal Medioevo, con Altaïr Ibn-La'Ahad, poi Ezio Auditore da Firenze e infine Connor (Ratonhahkhe:ton) Kenway.
Desmond fu autosoggiogato dalla Mela dell'Eden nel 2010. Ciò lo portò a uccidere, involontariamente, Lucy - dopo che quest'ultima lo aveva aiutato a scappare. Desmond uccise Cross dopo aver recuperato la mela dell'Eden, soggiogandogli la mente. Tornato alla sua sede, sempre nel 2012 si sacrifica creando un cataclisma che impedisse l'imminente distruzione del mondo prevista dai Maya, con supporto di Giunone.

#### La Mela dell'Eden
La Mela dell'Eden è il più antico manufatto risalente alla Prima Civilizzazione, sopravvissuto alla distruzione di quest'ultima assieme ad altri manufatti dell'Eden. Fu addentata da Eva e da Adamo e possiede poteri divini.
Appartenne, per la prima volta, al primo mentore del ramo levantino dell'Ordine degli Assassini, Al Mualim, che voleva possedere il manufatto tutto per sé e quindi manipolò sia gli Assassini sia i Templari, inviando il suo adepto più esperto, Altaïr a uccidere 9 Templari che conoscevano il suo segreto.
Successivamente, la Mela appartenne a un membro dell'Ordine degli Assassini del ramo levantino, Altaïr Ibn-La'Ahad, che sconfisse Al Mualim mentre stava cercando di soggiogarlo, paralizzarlo e infine ucciderlo. Altaïr studiò minuziosamente il manufatto fino a padroneggiarlo quasi completamente e lo possedette fino alla sua morte - fin quando non lo rinchiuse in una cripta segreta, all'interno del Castello di Masyaf - che per molto tempo era stata la base principale dell'Ordine - spacciandola per una grande biblioteca che contenesse antichi libri appartenuti agli Assassini da due generazioni dal suo tempo.
Appartenne, successivamente, a Desmond Miles - che la usò per uccidere Daniel Cross, soggiogando la mente di un suo sicario, che gli sparò in testa mentre Cross era paralizzato, per poi subire la stessa sorte contro la sua volontà e assieme ai suoi colleghi. A sua volta, Desmond fu vittima della Mela, che lo obbligò a uccidere Lucy, una ex Templare che l'aveva aiutato a scappare dall'Abstergo, contro la sua volontà.

#### Il Grande Tempio
Il Grande Tempio fu costruito in antichità probabilmente da Giunone o da Minerva, per custodire i resti degli umani che vissero nella Prima Civilizzazione, come importante testimonianza a tutte le generazioni future.
Il 21 dicembre 2012 fu raggiunto da Desmond Miles assieme al suo team di scienziati Assassini: Rebecca, Shaun e il padre di Desmond, William Miles, in quanto Lucy era già morta per mano di Desmond a causa della Mela dell'Eden. Questa fu trovata dal team e presa da Desmond, mentre William aveva ordinato a Rebecca e Shaun di cercare e prendere tutte le risorse utili.
Il Grande Tempio è considerato esso stesso un manufatto dei precursori, in quanto si discute sulla sua origine e fu creato da coloro che vennero prima, per custodire - tra i resti delle generazioni passate - anche altri manufatti dell'Eden risalenti alla Prima Civilizzazione.
Dopo aver vissuto i ricordi di Connor, Desmond trova la chiave del Grande Tempio e da Minerva scopre che per salvare l'umanità deve sacrificare sé stesso. Così alla fine Desmond decide di attivare il Grande Tempio che crea una barriera attorno al pianeta per proteggerlo dall'eruzione solare ma così facendo perisce. Sul luogo poche ore dopo giunge l'Abstergo che ne preleva il corpo per effettuare un'autopsia.

#### La ricerca dei manufatti
Per secoli, Assassini e Templari sono coinvolti in una guerra segreta, ma soprattutto in una competizione nel cercare manufatti dell'Eden, risalenti alla Prima Civilizzazione al fine di sfruttarli per ostacolare la fazione avversaria e quindi vincere la guerra. Dopo che Desmond sacrificò la sua vita per salvare l'umanità dall'eruzione solare, gli Assassini e i Templari si resero conto che per concludere la guerra devono trovare i manufatti Isu. Così entrambe le fazioni si mettono alla ricerca dei Frutti dell'Eden sfruttando l'Animus per scoprire la loro ubicazione.

#### L'Erede dei Ricordi
Nel 2018 un'ex-dipendente dell'Abstergo Industries di nome Layla Hassan ruba un Animus per poi recarsi in Egitto. Qui trova la tomba di Bayek e di Aya e dai loro resti ne rivive i ricordi per studiare l'origine dell'Ordine degli Assassini. Dopo aver vissuto i ricordi viene assalita dagli uomini dell'Abstergo e qui dopo aver respinti viene raggiunta da William Miles che la recluta nell'ordine.
Layla affascinata dai manufatti Isu continua la sua ricerca e si reca in Grecia dove trova la Lancia spezzata di Leonida. Qui rivive i ricordi di Kassandra per trovare il Bastone di Ermete Trismegisto. Rivivendo i ricordi ella scopre anche l'ubicazione di Atlantide che si rivela essere una città Isu. Layla si reca nel Mar Egeo e trova Atlantide, ormai sommersa, e vi trova Kassandra stessa che è rimasta viva grazie al manufatto Isu. Kassandra rivela che Layla è l'Erede dei Ricordi, ovvero colei che porrà fine alla guerra tra gli Assassini. Layla prende il bastone vedendo morire Kassandra, dopodiché con esso rivive altri ricordi di Kassandra per imparare a utilizzarlo ma poco a poco comincia a cedere al potere del bastone fino a uccidere Victoria Bibaeu, il suo medico privato nonché assassina.

## L'Ordine
(Motto dell'Ordine degli Assassini)
Nonostante siano a servizio di coloro che soffrono, gli Assassini erano temuti dalla popolazione, soprattutto a causa del loro metodo di assicurare la pace. Gli Assassini erano più temuti per la loro reputazione terrificante, che prende vita in pubblico, in modo da far paura a chi potrebbe abusare del potere o corrompere gli innocenti. Per facilitare ciò, gli Assassini usano un'arma efficace in particolare per gli omicidi: la lama celata, che con un sol colpo può mettere fine a una vita. Tuttavia, al fine di accertare che la morte di una persona possa contribuire alla realizzazione di un mondo migliore, bisogna accertarsi delle malefatte della vittima. Così, gli Assassini rimasero sempre in sintonia con la politica che li circonda. Ottenere informazioni sulla preda era il lavoro dei membri di basso livello dell'Ordine, che si trovano in tutte le città del mondo. Questi informatori tengono d'occhio i nobili locali e i governanti, alla ricerca di segni di corruzione, o di una prova di appartenenza ai Templari. Una volta raccolte, le informazioni vengono trasmesse agli Assassini più esperti, che si occuperanno dell'esecuzione del bersaglio.

## Assassini leggendari
Nella storia ci sono stati Assassini che grazie alle loro azioni hanno liberato interi paesi portando un periodo di pace e prosperità sia per la civiltà umana sia per l'Ordine e nella Storia dell'Ordine degli Assassini sono conosciuti come "Assassini Leggendari" per le loro grandi gesta.

### Pre-assassini
- Kassandra[10]: mercenaria spartana attiva durante la Guerra del Peloponneso (fine V secolo a.C.), sconfisse la Setta di Cosmos (precursori dei Templari) e collaborò con Dario. È antenata di Aya.
- Dario: il cui vero nome è Artabano, dai latini conosciuto come Darius. È vissuto nel V secolo a.C. ed è il creatore della Lama Celata che in futuro diventerà l'arma iconica dell'Ordine. È l'assassino del re Serse I ed è considerato uno dei primi Assassini esistenti della storia sebbene nella sua epoca non esistesse ancora l'Ordine.
- Iltani: donna babilonese vissuta nel IV secolo a.C. Si conosce poco della sua vita, ma è diventata famosa per essere l'assassina di Alessandro Magno, che avvelenò. È considerata tra i primi Assassini esistenti della storia sebbene nella sua epoca non esistesse ancora l'Ordine.
- Wei Yu: guerriero cinese vissuto nel III secolo a.C., che divenne famoso per aver ucciso con una lancia il primo imperatore della Cina, Qin Shi Huang. È considerato uno dei primi Assassini esistenti della storia sebbene nella sua epoca non esistesse ancora l'Ordine.

### Occulti
- Bayek di Siwa: ultimo medjay del I secolo a.C. Co-fondatore degli Occulti, i precursori degli Assassini, sconfigge l'Ordine degli Antichi in Egitto con l'aiuto della moglie Aya, libera la penisola del Sinai dall'influenza romana e contribuisce a far espandere gli Occulti in tutta l'Africa settentrionale e nell'Asia occidentale - oltre che in Egitto - creando la base centrale a Menfi.
- Aya: anche nota come Amunet. Donna guerriera egiziana vissuta nel I secolo a.C., è la co-fondatrice degli Occulti, i precursori degli Assassini. Ella è la moglie di Bayek ed è l'assassina di Giulio Cesare e Cleopatra. Col marito Bayek sconfigge l'Ordine degli Antichi in Egitto. Divenne la leader degli Occulti a Roma nel cuore dell'Impero Romano.
- Leonius: membro degli Occulti di Roma. Famoso per essere stato l'uccisore di Caligola.
- Hytham: occulto arabo del IX secolo, contribuì insieme al guerriero norreno Eivor e al suo mentore Basim, poi rivelatosi un traditore, nell'eliminazione dell'Ordine degli Antichi in Inghilterra.

### Assassini
- Ḥasan-i Ṣabbāḥ: guerriero Occulto che fondò ufficialmente l'Ordine degli Assassini nel 1050 creando la loro base a Masyaf, al tempo una roccaforte vicino a Damasco, in Siria, diventando il primo Mentore.
- Altaïr Ibn-La'Ahad: Assassino siriano d'etnia araba vissuto nell'XI secolo considerato come il più grande Mentore della storia dell'Ordine. Liberò Masyaf dalla corruzione di Al Mualim, il precedente Mentore e rinnovò completamente l'Ordine introducendo nuovi metodi di assassinio, nuove armi e scoprì i funzionamenti della Mela dell'Eden. Inoltre espanse l'Ordine in tutto il mondo e collaborò con l'Assassino mongolo Qulag Gal per l'uccisione di Ghengis Khan.
- Qulag Gal: Assassino mongolo che con l'aiuto di Altair uccise Gengis Khan.
- Guillaume de Nogaret: Assassino francese vissuto nel Basso Medioevo nonché Mentore del ramo francese. È noto per essere colui che ha distrutto la figura pubblica dell'Ordine dei Templari anche se poi continuarono a esistere di nascosto.
- Ezio Auditore: nobile italiano appartenente alla famiglia Auditore di Firenze, vissuto nel Rinascimento e Mentore degli Assassini italiani. È considerato uno dei più grandi Mentori della storia dell'Ordine perché riformò l'Ordine in Italia e lo espanse in tutta Europa per poi distruggere la famiglia Borgia che all'epoca era la leader dell'Ordine dei Templari in tutt'Europa. Nascose la Mela dell'Eden - dopo che uccise Cesare Borgia - sotto il Colosseo. Visitò la biblioteca di Masyaf e fu il primo a scoprire che si trattava di una cripta segreta contenente lo scheletro di Altaïr. Nel 1503 inviò alcuni adepti nelle Americhe.
- Shao Jun: Assassina cinese vissuta nel Rinascimento. Grazie agli insegnamenti di Ezio Auditore poté di nuovo formare il suo Ordine in Cina uccidendo tutti i più grandi esponenti Templari fino a diventare la loro Mentore e una dei Mentori più importanti del ramo cinese. Inoltre inventò una nuova arma che divenne utile per gli Assassini futuri.
- Hattori Hanzō: Assassino-Samurai giapponese del Rinascimento. Alla fine del Periodo Sengoku aiutò il suo Daimyo a scongiurare l'influenza Templare sul Giappone unificando tutta l'isola.
- John de la Tour: Assassino francese che emigrò nelle colonie americane per creare l'Ordine anche nel Nord America.
- Edward James Kenway: pirata-Assassino vissuto nell'Età d'Oro della Pirateria. Con le sue azioni liberò il Mar dei Carabi dal controllo dei Templari e consegnò l'Osservatorio agli Assassini riuscendo a scoprire molti segreti della Prima Civilizzazione. Con la sua nave Jackdaw solcò in mari insieme al suo quartier mastro Adewale e fino a diventare un Maestro Assassino dell'Ordine.
- Adewale: Assassino nato sull'isola di Trinidad vissuto nell'Età d'oro della Pirateria. Divenne il quartier mastro di Edward Kenway e insieme liberarono i Caraibi dai Templari. Tempo dopo Adewale arrivò a Santo Domingo dove divenne un rivoluzionario aiutando gli schiavi del luogo a diventare liberi.
- Connor Ratonhnhaké:ton Kenway: nativo americano della tribù dei Mohak vissuto durante la guerra d'indipendenza americana. Figlio del Gran Maestro Templare Haythan Kenway e nipote del pirata e Assassino Edward Kenway. Viene addestrato da Achille Davenport, che lo nominò membro dell'Ordine e le sue azioni divennero di vitale importanza per gli Assassini perché distrusse completamente i Templari nelle colonie fino a uccidere suo padre, aiutando George Washington a vincere la guerra d'indipendenza e riformò l'Ordine degli Assassini fino a diventarne il leader.
- Aveline de Granpré: Assassina della Louisiana che grazie alle sue azioni combatté durante la rivoluzione della Louisiana e liberò la zona dal controllo dei Templari guidati dalla sua matrigna e collaborò diverse volte con Connor.
- Arno Victòr Doriàn: Assassino francese vissuto durante la rivoluzione francese. Egli eliminò i Templari in Francia, uccidendo François Thomàs Germain e facendo arrestare Maximillien de Robespierre e poi Napoleone Bonaparte, poiché invase e saccheggiò Venezia. Arno agì in rispetto del suo confratello italiano e predecessore Ezio Auditore. Successivamente si recò a Franciade e ne liberò i sotterranei da minatori che stavano profanando la cripta reale. Successivamente lasciò la Francia e morì in un luogo sconosciuto.
- Arbaaz Mir: Assassino indiano vissuto nel corso dell'Imperialismo Sinkh del XIX secolo. Divenne noto nell'Ordine per la sua lotta contro i Templari e per aver recuperato il Koh-i-Noor, un frutto dell'eden della Prima Civilizzazione.
- Jacob Frye: fratello gemello di Evie Frye. Assassino londinese durante l'età vittoriana. Insieme a sua sorella crea la banda Rooks e libera Londra dal controllo dei Templari salvando la regina Vittoria e impedendo al Gran Maestro Templare di impossessarsi della Sindone, un Frutto dell'Eden.
- Evie Frye: sorella gemella di Jacob Frye. Assassina londinese durante l'età vittoriana. Insieme a suo fratello crea la banda Rooks e libera Londra dal controllo dei Templari salvando la regina Vittoria e impedendo al Gran Maestro Templare d'impossessarsi della Sindone. Inoltre Evie uccide Jack lo Squartatore, un Assassino traditore e corrotto che aveva portato la fazione di Londra sull'orlo del baratro.
- Henry Green: Assassino anglo-indiano che collaborò con i Frye per liberare Londra dalla schiavitù e dal complotto templare portato avanti nell'Ombra da Crodord Starrick. Egli è figlio di Arbaaz Mir e Pyara Kaur - infatti, il suo vero nome era Jayadeep Mir, ma fu soprannominato "Green" dagli inglesi per via dei suoi occhi verdi, caratteristica insolita per un indiano.
- Lydia Frye: nipote di Jacob Frye che visse durante la prima guerra mondiale e nel 1916 collaborò con l'agente segreto e conte inglese Winston Churchill e liberò Londra dai bombardamenti tedeschi. Inoltre, eliminò le spie tedesche che avevano scoperto i segreti dell'Ordine degli Assassini.
- Nikolai Orelov (Kolia): Assassino russo vissuto durante la rivoluzione russa. Nel 1918, fu mandato a cercare la Scatola dei Precursori che Ezio Auditore aveva donato a Shao Jun. Fu costretto a tradire gli Assassini perché volevano estrapolare dal cervello della principessa Anastasia Nikolaevna Romanov (figlia dello zar Nicola II) i ricordi genetici di Shao Jun, con cui era entrata in contatto tramite il "Dente" dell'Eden, indossato come ciondolo da Orelov; ma per farlo, avrebbero dovuto ucciderla. Infine, Anastasia si trasferisce in Germania con i documenti della moglie di Orelov, mentre quest'ultimo resta in Russia, perché non è più in pericolo - anche se l'idea iniziale era quella di rifugiarsi in America per iniziare una nuova vita tranquilla con la sua famiglia.
- Desmond Miles: Assassino statunitense dei giorni nostri. Desmond proviene da una lunga stirpe di Assassini infatti è il discendente di Altaïr Ibn-La'Ahad, Sef Ibn-La Ahad, Giovanni Auditore, Ezio Auditore, Edward James Kenway e Connor Ratonhnhaké:ton Kenway. Con l'Animus rivive i ricordi dei suoi antenati e con l'effetto osmosi, impara le loro abilità e scopre l'ubicazione della Mela dell'Eden sotto il Colosseo, inoltre recupera la Chiave del Grande Tempio e con il suo sacrificio salva il pianeta Terra dalla distruzione totale da parte del Sole - prevista dai Maya - con supporto di Giunone.

## Il credo degli Assassini
Il credo degli Assassini sono le quattro regole che tutti gli Assassini devono assolutamente rispettare.

### Trattieni la lama dalla carne degli innocenti
L'obiettivo degli Assassini è assicurare la pace, essi credono che la morte di assassini politici e del corrotto porterà la pace e sicurezza tra la gente comune. La morte di civili può causare lotte o discordie, oltre a rovinare la reputazione dell'Ordine. Questa è la prima regola che viene introdotta nel credo, precisamente da Bayek nel 43 a.C. dopo aver ucciso Gamilat.

### Nasconditi in piena vista
Lo scopo degli Assassini è quello di avvicinarsi al loro obiettivo di nascosto, senza essere visti, compiere l'assassinio e scappare diventando invisibili.

### Non compromettere la confraternita
Le azioni di un Assassino non devono ritorcersi contro la confraternita, se un Assassino viene catturato non deve dire nulla al nemico, se inseguito non deve portare il nemico alla base degli Assassini. Questa è la legge più importante creata dal grande Mentore italiano Achille Licari (1434-1507), appartenente alla medesima famiglia nobile siciliana. La leggenda vuole che l'ultimo esemplare di lama celata sia nascosta in una cittadella, nella parte occidentale della Sicilia.

### Punizioni per la disubbidienza
Durante la terza crociata, se esse non venivano rispettate, si veniva uccisi o, in casi eccezionali, come quello di Altaïr Ibn-La'Ahad, si veniva declassati al rango di novizio.

## Addestramento
Gli Assassini trascorrono gran parte della vita a uccidere. Fin dalla tenera età, vengono addestrati a osservare l'ambiente circostante e a creare un buon piano d'azione in anticipo. Le abilità di combattimento sono molte e le tecniche sono in continua evoluzione. Tuttavia, nonostante una tale concentrazione sul combattimento, la considerazione più importante nell'addestramento è l'occultamento. L'essere discreti è la più grande arma di un Assassino e tutto ciò che riguarda la loro vita (gli abiti indossati, dove vivono e anche il modo in cui camminano), sottolineano la dedizione alla discrezione. È essenziale per ogni Assassino essere in grado di raggiungere l'obiettivo inosservato e, dopo aver colpito, sparire di nuovo tra la folla. Un altro elemento significativo dell'addestramento è l'agilità. Un Assassino di grande abilità deve saper manovrare egregiamente le tecniche di corsa acrobatica, ampiamente utilizzata dagli Assassini. Visti come alieni dalla popolazione, questo metodo ha permesso agli Assassini di raggiungere aree non accessibili alla persona comune. Ad esempio, la scalata di una torre dava agli Assassini un forte vantaggio sul territorio della città, oltre che a migliorare costantemente nella loro tecnica di scalata. Va inoltre precisato che alcuni Assassini sono nati con dei "doni" o delle capacità ereditate geneticamente dai primi esseri umani creati dai membri della Prima Civilizzazione, i quali possedevano DNA misto (cioè in parte umano e in parte composto da geni dei Precursori). Si spiega così la capacità inumana di alcuni Assassini, come Ezio, Connor, Altair, o Brian di possedere l'Occhio dell'Aquila, ovvero un sesto senso che permette di intuire e percepire visivamente molto meglio le vicende in un determinato contesto. Queste percentuali di geni nel DNA, derivanti dai Precursori, spiegano inoltre come alcuni (pochi) Assassini abbiano raggiunto livelli di agilità a tratti inumani per il canone comune, sebbene non si possa comunque parlare di "superuomini", in quanto anche tali personaggi sono vincolati alle leggi fisiche umane.

## Mentore
Il titolo di Mentore è la massima carica all'interno dell'Ordine degli Assassini. Inizialmente un titolo principalmente onorifico dato a un capo di un ramo dell'Ordine particolarmente saggio che aveva addestrato molti adepti. Ogni ramo degli Assassini era guidato da un mentore o da un leader, quest'ultimo era la carica più alta e coloro che lo erano più adatti a diventare Mentori. Nel XX secolo divenne il titolo assegnato alla persona che guidava l'intero Ordine.

## Lama Celata
L'arma tipica degli assassini è la Lama Celata, un'arma molto utile inventata dal pre-assassino Dario nel 465 a.C. per uccidere Serse. Si tratta di una lama realizzata in lega d'acciaio, di solito agganciata a un bracciale, che può essere estesa o retratta, il che la rende uno strumento prezioso per gli omicidi. La lama celata viene solitamente indossata dagli Assassini sotto l'avambraccio sinistro per nasconderla al bersaglio, ma in alcuni casi viene indossata sopra. Nel corso dei secoli, e in particolare nei tempi moderni, donare una lama celata a un qualsiasi individuo è considerato dalla Confraternita una formale iniziativa di reclutamento. Tale arma è stata modificata molte volte da diversi rami dell'ordine acquisendo nuove potenzialità. Alcuni Assassini come Ezio Auditore e Edward Kenway usano due lame celate, una per ogni braccio.

## Apprendisti
(Ezio Auditore a un cittadino salvato dalle guardie.)
Gli Apprendisti, conosciuti anche come Reclute o Adepti, sono stati dei cittadini destinati a divenire Assassini. Durante il Rinascimento venivano salvati e reclutati da Ezio Auditore a Roma per rovesciare il regime dei Borgia. Nel XVIII secolo, durante la rivoluzione americana, l'Assassino Connor Kenway reclutò Adepti a Boston e a New York, e, mandandoli in missione, liberò le colonie dal dominio dei Templari.

### Reclutamento

#### Alto Medioevo
(Altaïr Ibn-La'Ahad riflette sulla famiglia nel suo Codice.)
Di solito, un apprendista nasceva nell'Ordine con uno o entrambi i genitori, come fu nel caso di Altaïr Ibn-La'Ahad e Abbas Sofian.
Gli apprendisti iniziavano la loro formazione fin dalla giovane età, progredendo attraverso vari livelli, prima di venire promossi al rango di Assassino.
Durante la Terza Crociata, gli Assassini nel Levante si addestravano principalmente nella fortezza di Masyaf, la loro base nella regione, che venne più volte attaccata dai Crociati e dai Saraceni. Sotto il comando di Altaïr, l'Ordine degli Assassini apprese nuove tecniche e regole, elaborate da quest'ultimo e da Malik Al-Sayf, rendendo le uccisioni più nascoste possibili.
Grazie alla diffusione dell'Ordine voluta da Altaïr, le tecniche degli Assassini nel Levante furono apprese da molti altri rami degli Assassini.

#### Roma
(Ezio Auditore e Niccolò Machiavelli)
Ezio Auditore, per cercare di fermare l'ascesa dei Borgia a Roma, volle formare un esercito di validi Assassini, così, nel 1502, partì alla ricerca di nuove reclute dopo aver portato in salvo Caterina Sforza e aver parlato con Niccolò Machiavelli. Egli si recò in vari luoghi di Roma, dove trovò vari cittadini impegnati nel combattere contro le guardie della città. Dopo averli salvati, Ezio proponeva loro di opporsi al governo dei Borgia, diventando a tutti gli effetti degli Assassini. Ogni volta che un civile accettava l'invito, veniva spedito da Niccolò Machiavelli sull'isola Tiberina per poi procedere alla Cerimonia d'Iniziazione.
I civili che Ezio reclutava per tutta la città, potevano essere sia maschi sia femmine. Imparavano a combattere e a padroneggiare la corsa acrobatica, la mimetizzazione e il borseggio, oltre ad altre tecniche secondarie.

#### Rivoluzione americana
Durante la rivoluzione americana il ramo più potente della confraternita degli assassini era quello delle colonie. Ma dire che durante la rivoluzione è dispersivo siccome la confraternita degli assassini vera e propria si sviluppava tra l'inizio della guerra dei sette anni e l'inizio della rivoluzione americana.
Membri:
Mentore: Achille Davenport
Maestro Assassino: Hope.
Assassini: Liam McGrey, Shay Patrick Cormac.
Covo degli assassini delle colonie: Tenuta di Davenport (nella frontiera tra New York e Boston).

### Equipaggiamento e abilità
Gli assassini utilizzavano diverse armi per compiere al meglio le loro missioni, da notare che dal 1100 d.C ai tempi moderni, l'arsenale è progredito drasticamente. Gli assassini fino al 1600 utilizzavano armi bianche: spade, pugnali, coltelli da lancio, lance e lame celate. Dal 1600, gli assassini incominciarono a utilizzare armi da fuoco: pistole e moschetti. Anche grazie al loro addestramento, gli assassini utilizzavano ogni arma con grande esperienza. Gli assassini possiedono anche molte abilita eccezionali: forza e agilità sorprendenti, abilità di usare armi bianche e da fuoco in modo eccezionale, abilità di adattarsi alle condizioni del campo di battaglia e di improvvisare. Alcuni assassini come Altair, Ezio o Connor, possiedono l'Occhio dell'Aquila, una abilità extrasensoriale, che permette a chi la possiede di avere una percezione molto avanzata dell'ambiente che li circonda.
Gli Assassini sono addestrati al combattimento corpo a corpo e al combattimento a distanza, e prediligono l'azione furtiva per eliminare un bersaglio. Grazie al loro arsenale, sono in grado di creare diversivi per distogliere l'attenzione delle guardie ed eliminare i loro bersagli.
Nel caso in cui un'azione furtiva fallisca, gli assassini sono addestrati a fronteggiare un gran numero di nemici contemporaneamente, sfruttando le proprie armi o disarmando l'avversario. Diverse armi dell'equipaggiamento possono essere combinate in combo, come nel caso di Assassin's Creed: Brotherhood, dove Ezio Auditore lega gli attacchi della spada con quelli della pistola.

## Curiosità
- In Assassin's Creed II, la frase più significativa del Credo è: "Niente è reale, tutto è lecito". La frase è stata modificata in "Nulla è reale, tutto è lecito", anche se ciò è dovuto solo a una differenza nella traduzione della frase "Nothing is true, everything is permitted"; infatti, mentre nel primo capitolo "Nothing" veniva tradotto come: "Niente", dal secondo capitolo - dopo che Ezio recitava "Nulla" in italiano anche nella lingua originale in inglese (essendo fiorentino) - la frase è stata tradotta in questo modo anche nei giochi a venire.
- Secondo il Credo, per ottenere una lama celata bisogna sacrificare il dito anulare, tuttavia, col tempo il più grande Mentore degli Assassini, Altair, reputò inutile l'amputazione di un dito definendola una pratica antica e non determinante per l'affermazione di un Assassino. Per questo motivo modificò lui stesso la lama celata in modo che l'amputazione del dito anulare non fosse più necessaria e in seguito, nel suo Codice, lasciò indicazioni ben precise su come ricostruire l'arma in modo che l'amputazione del dito non fosse più necessaria. Seguendo le indicazioni scritte nel Codice di Altair, Leonardo Da Vinci, nel gioco, riparò la lama celata di Ezio. In realtà, Ubisoft si trovò in difficoltà durante lo sviluppo del primo capitolo a causa di un bug: dalla telecamera, non era possibile visualizzare il dito anulare del protagonista.